# Fafe
Fafe este un oraș în districtul Braga, Portugalia.